# Club Atlético Buenos Aires al Pacífico
El Club Atlético Buenos Aires al Pacífico, conocido como "B.A.P." es una entidad deportiva de la ciudad de Junín, provincia de Buenos Aires, Argentina. Fue fundado el 23 de diciembre de 1892, por lo que es uno de los clubes de fútbol más antiguos del país. En sus comienzos y por buena parte de su historia, ha estado vinculado a la empresa Ferrocarril Buenos Aires al Pacífico, que en 1886 instaló sus talleres en Junín. Además, el club era de «empleados del ferrocarril».

## Historia
El primer estatuto del club estaba en inglés, pero luego, a mediados del año 1923, se imprime el primer carné social, que su contenido y el estatuto estaba traducido al castellano y en la tapa se encontraba la leyenda de "carné para socios ferrocarrileros". En este estatuto están mencionadas las normas y reglas organizadas por artículos como por ejemplo en el artículo 6 se menciona que "Todos los miembros de la C.D., deben ser empleados del ferrocarril, o también se puede destacar el artículo 39 en el que se establece que "una comisión Honoraria compuesta por todos los jefes de los varios departamentos del ferrocarril Pacífico en Junín existirá con el propósito de salvaguardar los bienes raíces del club".  
Cerca del año 1885, época previa a la creación e instalación del taller ferroviario en la ciudad de Junín, comenzó a existir una práctica o se podría decir un torneo de fútbol entre contingente de ingleses y algunos nativos. Estos partidos se jugaban en un gran baldío existente en ese tiempo entre las calles Bernardo de Irigoyen, Leandro N. Alem, Italia y España. Este baldío luego se convertiría en la primera cancha oficial de fútbol de B.A.P. y además la primera de toda la ciudad de Junín. 
Luego de 8 años de que la cancha se encuentre ahí, se trasladó frente a los Molinos Tassara, planta de Junín en la que se produce principalmente harina. Al estar con un espacio más grande, se amplía creando 2 canchas de fútbol oficiales, además de una cancha de críquet y un campo de golf. A mediados de julio de 1926, se estableció definitivamente el actual campo de deportes de B.A.P., ubicado entre las calles Hipólito Yrigoyen, Paso y las avenidas Arias y República. 
El estatuto:
En la ciudad de Junin el dia 23 de Diciembre del año 1892 siendo las 22 horas se reúnen en el local de las calles Jorge Newbery y Roque Saenz Peña, los señores John Grennon-Francis Taylor-Francis Kember-Charles Rogers-Charles Cumber-William Gray-Jorge Bryant-William Guy-Joseph Moffat-William Barker-Jhon Day-Charles Downwa y Doctor AP Iwan, quienes de acuerdo resuelven fundar una Institución Deportiva, con preferencia a la práctica de fútbol, designandola con el nombre de Club Atletic F.C.P, para cambiar su denominación en el año 1917, por la de Club Atlético B.A.P y a fines de 1950 su nombre pasa a ser Club Social y Deportivo Ferrocarril General San Martin y a partir de 1957 se denomina Club Atlético B.A.P.
El fundador principal del Club fue Francis Collin York primer Ingeniero Jefe Mecánico del Ferrocarril B.A.P. Estuvo en la ciudad desde el 1886 hasta el 1916 y se alojó en un chalet ubicado en calle Primera Junta y Av. Libertad que posteriormente adoptó el nombre de “Chalet de Mr. York”
El origen de sus colores:
En principio fueron dos colores el azul y el blanco haciendo referencia a la bandera de Gran Bretaña y a los uniformes de los trabajadores ferroviarios, ya que los fundadores del club eran ferroviarios e ingleses & posteriormente se agregó el color verde por la bandera de Irlanda, ya que el club en ese entonces también contaba con integrantes irlandeses.
Este club no solo tiene historia por inaugurar el fútbol en Junín sino también por haber desarrollado otros deportes como el rugby, el críquet, el golf, el boxeo, el básquetbol, el tenis, el atletismo, las bochas, el ciclismo y el motociclismo. 
Actualmente participa del Campeonato de 1.ª división de la Liga Deportiva del Oeste (Junín) y posee divisiones inferiores que van desde 4.ª a 10.ª división que participan todos los años en torneos.

## Palmarés
B.A.P. en toda su historia ha ganado once títulos en los siguientes años:

### Torneos Regionales
- Liga Deportiva del Oeste (7): 1919, 1925, 1927, 1997 (apertura), 1998 (clausura), 1998/99 (nocturno), 2017 (clausura).[8]
- Torneos nocturnos no oficiales (4): 1966/67, 1968, 1971/72, 1975/76.

Supo jugar contra equipos grandes de primera como Boca y ganar con buen fútbol.

## Principales actividades
Las principales actividades de B.A.P. son: fútbol, fútbol 5, fútbol infantil, natación, tenis, colonia de vacaciones, y actividades recreativas.

## Ubicación e Instalaciones

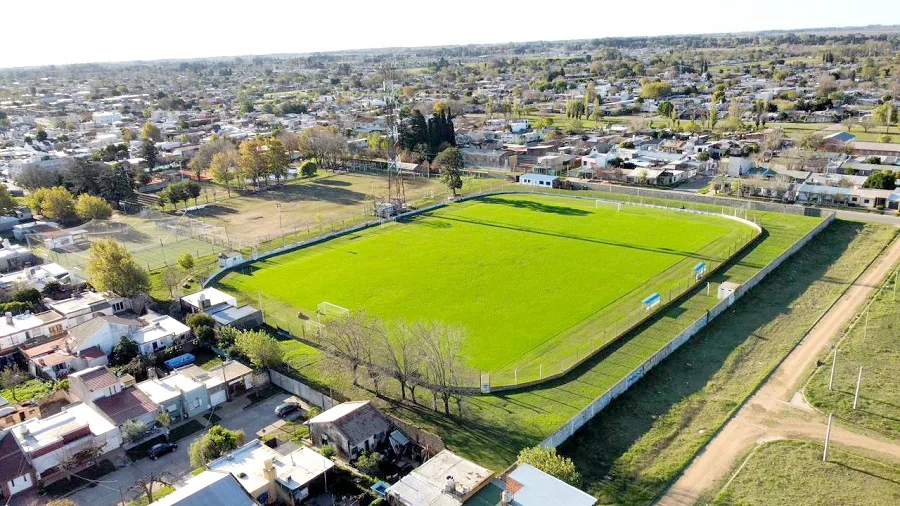
"Estadio Centenario"

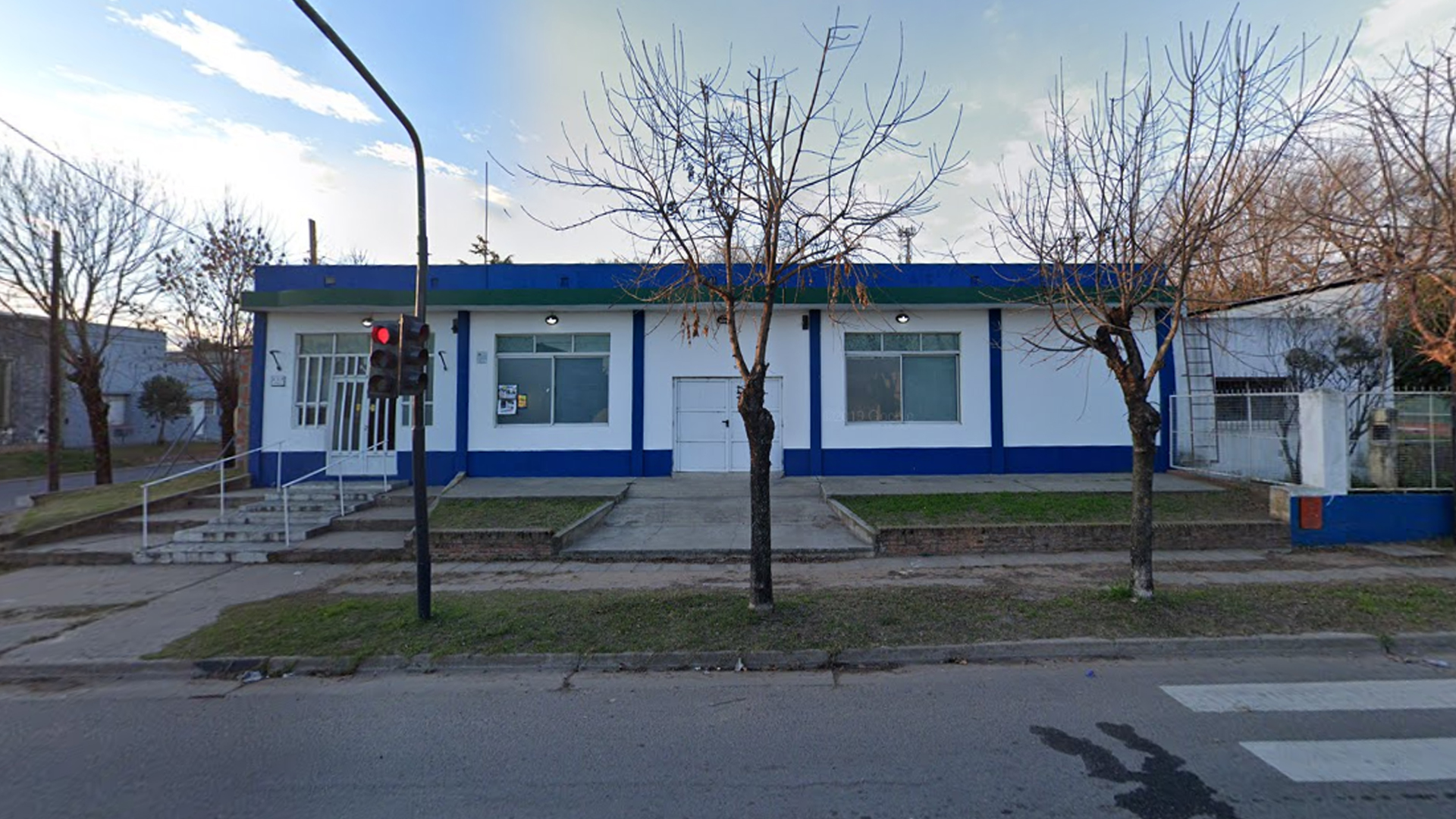
Sede Social del Club Atlético Buenos Aires al Pacífico

La sede social y el estadio se encuentran en la calle Hipólito Yrigoyen 949, en la zona este de la ciudad de Junín, a unas 20 cuadras del centro comercial. 

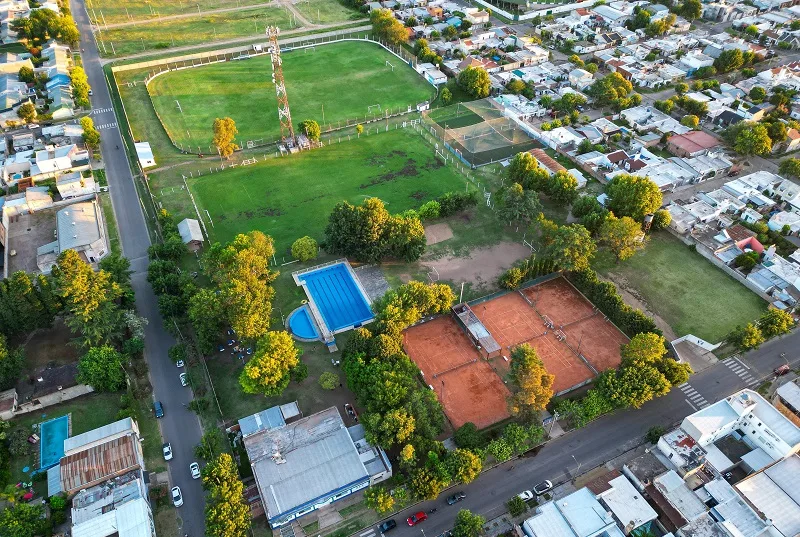
Predio del Club Atlético Buenos Aires al Pacífico